# 161-я стрелковая дивизия (1-го формирования)

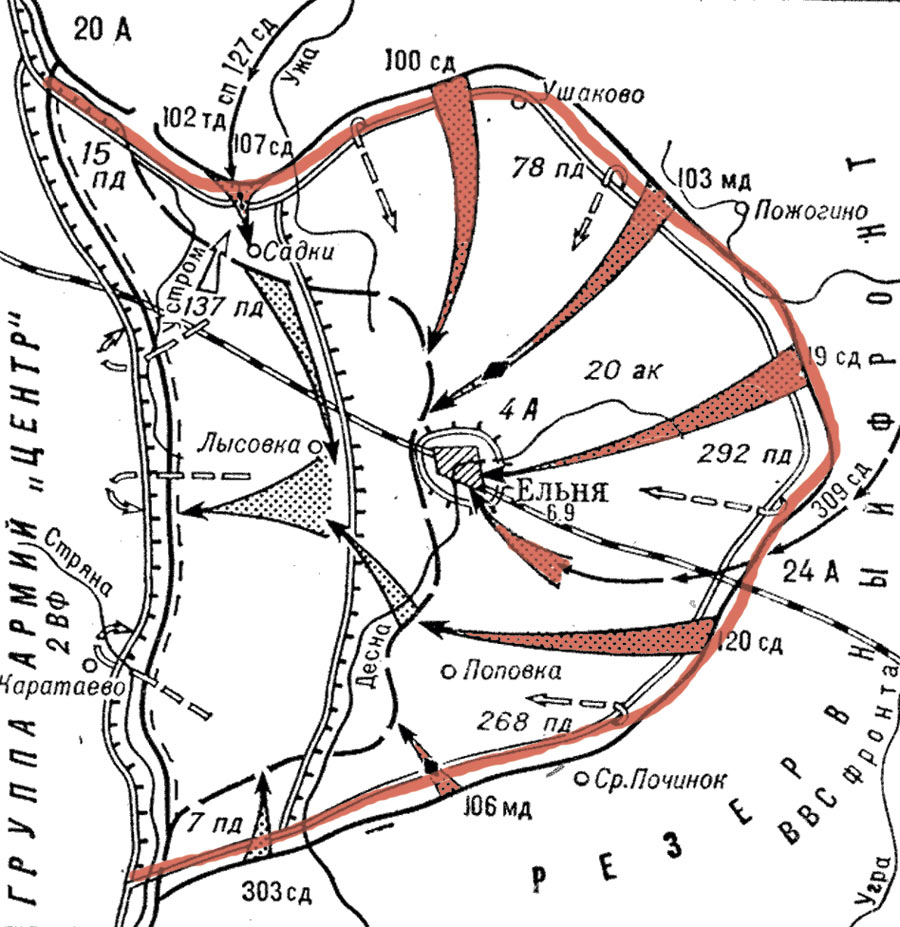
Схема Ельнинской наступательной операции. Дислокация формирований, перед Ельнинским выступом, на 29 августа 1941 года.

161-я стрелковая дивизия — общевойсковое соединение РККА Вооружённых сил СССР, до и во время Великой Отечественной войны.
В составе действующей армии во время Великой Отечественной войны с 22 июня по 18 сентября 1941 года.

## История
Стрелковая дивизия была сформирована в июле — августе 1940 года в Могилёве, в Западном особом военном округе.
В 1941 году дислоцировалась в Могилёве. В июне 1941 года получила приказ на перебазирование в Колодищи в 15 километрах восточнее Минска, и 17 июня 1941 года части дивизии выступили походным порядком в указанный район. На 22 июня 1941 года находилась на марше.
Ночью 26 июня 1941 года вошла в состав 2-го стрелкового корпуса. В этот же день выступила в район севернее Минска для ликвидации прорыва 3-й танковой группы к шоссе Минск — Борисов.
603-й стрелковый полк из состава дивизии был придан 100-й стрелковой дивизии, и занял оборону по рубежу Батуринка — Смолярня — Митьковщина — Водица. Днём 26 июня 1941 года полк отбил атаку передовых частей 3-й танковой группы. Основные силы соединения оборудовали вторую полосу обороны на рубеже Карниз Болото в одном километре восточнее Валерьяново фронтом на север и на рубеже Уручье — Озерище фронтом на северо-восток. 27 июня 1941 года 603-й стрелковый полк участвовал в контрнаступлении 100-й стрелковой дивизии. В этот же день по приказу командира корпуса, части дивизии начали отход южнее шоссе Минск — Москва, на рубеж реки Волма. В течение 28 июня 1941 года дивизия с боями организованно отходит и 29 июня 1941 года занимает рубеж Пекалин — Мостище — Лубейка — Волма — Цирулово. 29 — 30 июня 1941 года ведёт бои по рубежу Волмы, и под давлением противника начинает отход на восток. 477-й стрелковый полк попал в окружение и вёл бои в кольце.
К 3 июля 1941 года дивизия с боями отошла к Березине, где в ожесточённых боях удерживала переправу близ деревни Чернявка, где и переправилась через реку, обеспечив переправу до подхода 100-й стрелковой дивизии, которой также пришлось пробиваться через переправу с боем. В течение первой декады июля 1941 года дивизия с боями отходит к Днепру. Дивизия была расчленена, и её части выходили разными маршрутами. Так, 477-й стрелковый полк и 628-й артиллерийский полк отходили по маршруту Лавница — Липа — Выдрица — Калинин — Ухвала — Николаевка к Могилёву, куда вышли с присоединившимися двумя батальонами 542-го стрелкового полка. 603-й стрелковый полк с дивизионом 632-го гаубичного артиллерийского полка, вышел по маршруту Михевичи — Ухвала — Селище — Тетерин не сталкиваясь с противником, и занял переправы у Тетерина. Штаб дивизии с батальонами связи отходил по маршруту Белавичи — Ухвала — Селище.
10 июля 1941 года основные части дивизии переправились через Днепр в районе Шклова и Копыся и сосредоточились близ Сосновки и затем дивизия отступает в район Горки. Близ Сахаровки дивизия вместе с корпусными частями 2-го стрелкового корпуса 13 июля 1941 года попадает в окружение и с тяжёлыми боями, нанеся достаточно большой урон противнику, выходит из окружения в направлении Кричева. 603-й стрелковый и 632-й гаубичный полки на подходе к Кричеву были изъяты для его обороны и 15 — 17 июля 1941 года участвуют в боях по обороне города.
17 июля 1941 года все остававшиеся части дивизии сосредоточились в районе Красного, после чего дивизия была выведена на отдых и пополнение в Гжатск, где сосредоточилась к 29 июля 1941 года.
7 августа 1941 года дивизия заняла позиции северо-западнее Ельни, на юг от Суборовки и ведёт бои приблизительно в том же районе до 8 сентября 1941 года, после чего отводится в резерв, маршем выступает в Дорогобуж, где погружена в воинские поезда и отправлена на отдых и пополнение.
18 сентября 1941 года приказом Народного Комиссара Обороны Союза ССР № 308 «за боевые подвиги, за организованность, дисциплину и примерный порядок» 161-я стрелковая дивизия одна из первых в Красной армии получила почётное звание «Гвардейская» получила новый войсковой номер, и была переименованы в 4-ю гвардейскую стрелковую дивизию.

## Состав
- управление
- 477-й стрелковый полк
- 542-й стрелковый полк
- 603-й стрелковый полк
- 628-й артиллерийский полк
- 632-й гаубичный артиллерийский полк
- 135-й отдельный дивизион противотанковой обороны
- 475-й отдельный зенитный артиллерийский дивизион
- 245-й отдельный разведывательный батальон
- 154-й отдельный сапёрный батальон
- 422-й отдельный батальон связи
- 169-й отдельный медико-санитарный батальон
- 104-й отдельный автотранспортный батальон
- 164-я отдельная рота химической защиты
- 179-я полевая хлебопекарня
- 827-я полевая почтовая станция
- 173-я полевая касса Госбанка

## В составе
| Дата                              | Фронт                         | Армия (группа) | Корпус                | Примечания |
| --------------------------------- | ----------------------------- | -------------- | --------------------- | ---------- |
| август 1940 года — июнь 1941 года | Западный особый военный округ | -              | -                     | -          |
| 22.06.1941 года                   | Западный фронт                | -              | 2-й стрелковый корпус | -          |
| 01.07.1941 года                   | Западный фронт                | 13-я армия     | 2-й стрелковый корпус | -          |
| 10.07.1941 года                   | Западный фронт                | 20-я армия     | 2-й стрелковый корпус | -          |
| 01.08.1941 года                   | Западный фронт                | 19-я армия     | 2-й стрелковый корпус | -          |
| 01.09.1941 года                   | Западный фронт                | 20-я армия     | -                     | -          |

## Командиры
- Михайлов, Алексей Иосифович, полковник (с 01.07.1940 по 21.08.1941) (пропал без вести в сентябре 1941 года)
- Москвитин, Пётр Фёдорович, полковник (с 22.08.1941 по 18.09.1941)